# 第二十一号掃海艇
第二十一号掃海艇 （だいにじゅういちごうそうかいてい）は、日本海軍の掃海艇。第十九号型掃海艇の3番艇。同型17隻中、戦後まで残存した2隻のうちの1隻。

## 艇歴
④計画の700トン型掃海艇、仮称艦名第166号艦として計画。1941年9月20日、株式会社播磨造船所で建造番号325番船として起工。1942年1月20日、第二十一号掃海艇と命名され、本籍を舞鶴鎮守府と仮定し第七号型掃海艇の8番艇に定められる。2月28日、進水。4月1日、艦艇類別等級別表の改正により掃海艇の部中に第十九号型の項が新設され、その3番艇に定められる。6月12日、艤装員事務所を播磨造船所内に設置し事務開始。30日竣工し、艤装員事務所を撤去。同日付で本籍を舞鶴鎮守府に定められる。7月14日、第八艦隊第八根拠地隊に編入。ラバウル方面で船団護衛に従事。
1943年4月10日、馬公方面特別根拠地隊に編入。9月19日、鎮海警備府に編入。11月10日、鎮海警備府所属のまま南東方面艦隊作戦指揮下で行動。12月15日、第八艦隊第八根拠地隊に編入。トラック、カビエン方面で船団護衛に従事。12月25日、カビエンでアメリカ海軍第50.2任務群の空母「バンカー・ヒル」、「モンテレー」搭載機の攻撃により損傷。1月にトラックに回航して明石の修理を受け、速力は14ノットの発揮が可能なまでに回復。
1944年3月10日、第四艦隊第三十根拠地隊に編入。26日、舞鶴に入港し舞鶴海軍工廠で修理、機関の陸揚げ点検、訓令による諸工事を7月12日まで行う。訓令工事の主なものは3番砲と爆雷投下台を撤去し、電波探知機の設置、25mm機銃連装2基、同単装3基の設置、九三式水中探信儀3型を同5型に換装、九三式水中聴音機2型甲（小艦艇用）の設置、八一式爆雷投射機と九四式爆雷投射機の設置、爆雷投下軌条の設置。16日、佐世保へ回航し佐世保海軍工廠で電波探信儀の基礎工事を行う。7月18日、第三十根拠地隊は第三南遣艦隊に転籍。20日、支那方面艦隊作戦指揮下に編入。8月1日、連合艦隊附属に編入。軍隊区分南西方面部隊で行動。沖縄、上海方面の護衛に従事。
1945年2月12日、軍隊区分支那方面部隊で行動。以後上海、青島方面で船団護衛に従事。終戦を青島で迎える。10月25日、帝国掃海艇籍から除籍。12月1日、舞鶴地方復員局所管の特別輸送艦に定められる。12月20日、艦名を掃第二十一号に改称。
1946年12月15日、特別保管艦に指定される。
1947年10月1日、特別輸送艦の定めを解かれる。10月3日、賠償艦として青島でアメリカ合衆国軍に引渡し。10月7日、黄海の北緯35度19分 東経123度13分 / 北緯35.317度 東経123.217度で実艦的として沈没処分。10月25日、残務整理終了。

## 第二十一号掃海艇長/掃第二十一号艦長
艤装員長
1. 藤森三郎 予備大尉：1942年5月31日 - 1942年6月26日
2. 森安榮 予備大尉：1942年6月26日 - 1942年6月30日

掃海艇長/艦長
1. 森安榮 予備大尉/大尉：掃海艇長 1942年6月30日 - 1944年6月1日
2. 氏原茂 大尉：1944年6月1日 - 1945年6月30日
3. 阿土拓司 大尉/第二復員官：1945年6月30日 - 艦長 1945年12月20日 - 1946年2月15日
4. 楠戸醇一 第二復員官/第二復員事務官：1946年2月15日 - 1946年5月10日
5. 文澤義永 第二復員事務官/復員事務官：1946年5月10日 - 1947年1月20日
6. （兼）田中健一 復員事務官：1947年6月5日 - （本職：舞鶴管船部勤務）
7. 星子直明 復員事務官：1947年9月5日 - 1947年10月1日[注釈 4]